# Фабіан Канселарич
Фабіан Канселарич (ісп. Fabián Cancelarich, 30 грудня 1965, Санта-Фе — 14 травня 2024) — аргентинський футболіст, що грав на позиції воротаря.
Виступав, зокрема, за клуби «Феррокаріль Оесте» та «Сентраль Кордова», залучався до національної збірної Аргентини.

## Клубна кар'єра
У дорослому футболі дебютував 1986 року виступами за команду клубу «Феррокаріль Оесте», в якій провів шість сезонів, взявши участь у 189 матчах чемпіонату.  Більшість часу, проведеного у складі «Феррокаріль Оесте», був основним голкіпером команди.
Згодом з 1992 по 2000 рік грав у складі команд клубів «Бельграно», «Ньюеллс Олд Бойз», «Бельграно», «Мільйонаріос», «Уракан», «Тальєрес», «Платенсе» (Вісенте-Лопес) та «Феррокаріль Оесте».
2000 року перейшов до друголігового клубу «Сентраль Кордова», за який відіграв 4 сезони. Граючи у складі «Сентраль Кордова» також здебільшого виходив на поле в основному складі команди. Завершив професійну кар'єру футболіста виступами за команду «Сентраль Кордова», яка на той момент опустилася до третього аргентинського дивізіону, у 2004 році.

## Виступи за збірну
З 1990 року викликався до національної збірної Аргентини, проте в офіційних матчах за неї так й не дебютував, оскільки був резервистом спочатку Нері Пумпідо, а згодом Серхіо Гойкочеа. 
У статусі резервного голкіпера був учасником чемпіонату світу 1990 року в Італії, де разом з командою здобув «срібло», розіграшу Кубка Америки 1991 року у Чилі, здобувши того року титул континентального чемпіона, а також розіграшу Кубка конфедерацій 1992 року у Саудівській Аравії, здобувши того року титул переможця турніру.

## Титули і досягнення
- Бронзовий призер Панамериканських ігор: 1987
- Віце-чемпіон світу: 1990
- Переможець Кубка Америки: 1991
- Переможець Кубка конфедерацій: 1992